# 布伦希尔德·庞泽尔
布伦希尔德·庞泽尔（Brunhilde Pomsel，1911年1月11日—2017年1月27日）曾担任纳粹德国国民教育与宣传部长約瑟夫·戈培爾的私人秘书。1942年，她开始在柏林德國總理府对面的骑士团宫里的国民教育与宣传部办公室工作。2014年，时年103岁的庞泽尔接受了纪录片《一场德国人生》（A German Life）摄制组的一系列采访。她曾如此对采访者说：“这与洗刷我的良心毫无关系”“我当年一无所知，但现在根本没人相信”。2016年，纪录片在庞泽尔105岁时问世。